# Czajczyn
Czajczyn [ˈt͡ʂai̯t͡ʂɨn] là một ngôi làng thuộc khu hành chính của Gmina Lipiany, thuộc hạt Pyrzyce, West Pomeranian Voivodeship, ở phía tây bắc Ba Lan.
Trước năm 1945, khu vực này là một phần của Đức. Đối với lịch sử của khu vực, xem Lịch sử của Pomerania.